# Ferrovia Mannheim-Karlsruhe-Basilea
La ferrovia Mannheim–Karlsruhe–Basilea (in tedesco Rheintalbahn, letteralmente: "ferrovia della valle del Reno") è un'importante linea ferroviaria della Germania che fa parte dell'itinerario principale che collega l'area centrale dello stato con il sud e la Svizzera. Ha inizio a Mannheim e raggiunge Karlsruhe, Rastatt, Baden-Baden, Offenburg, Friburgo, Bad Krozingen, Müllheim e Weil am Rhein, terminando nella stazione di confine di Basel Badischer Bahnhof.

## Storia

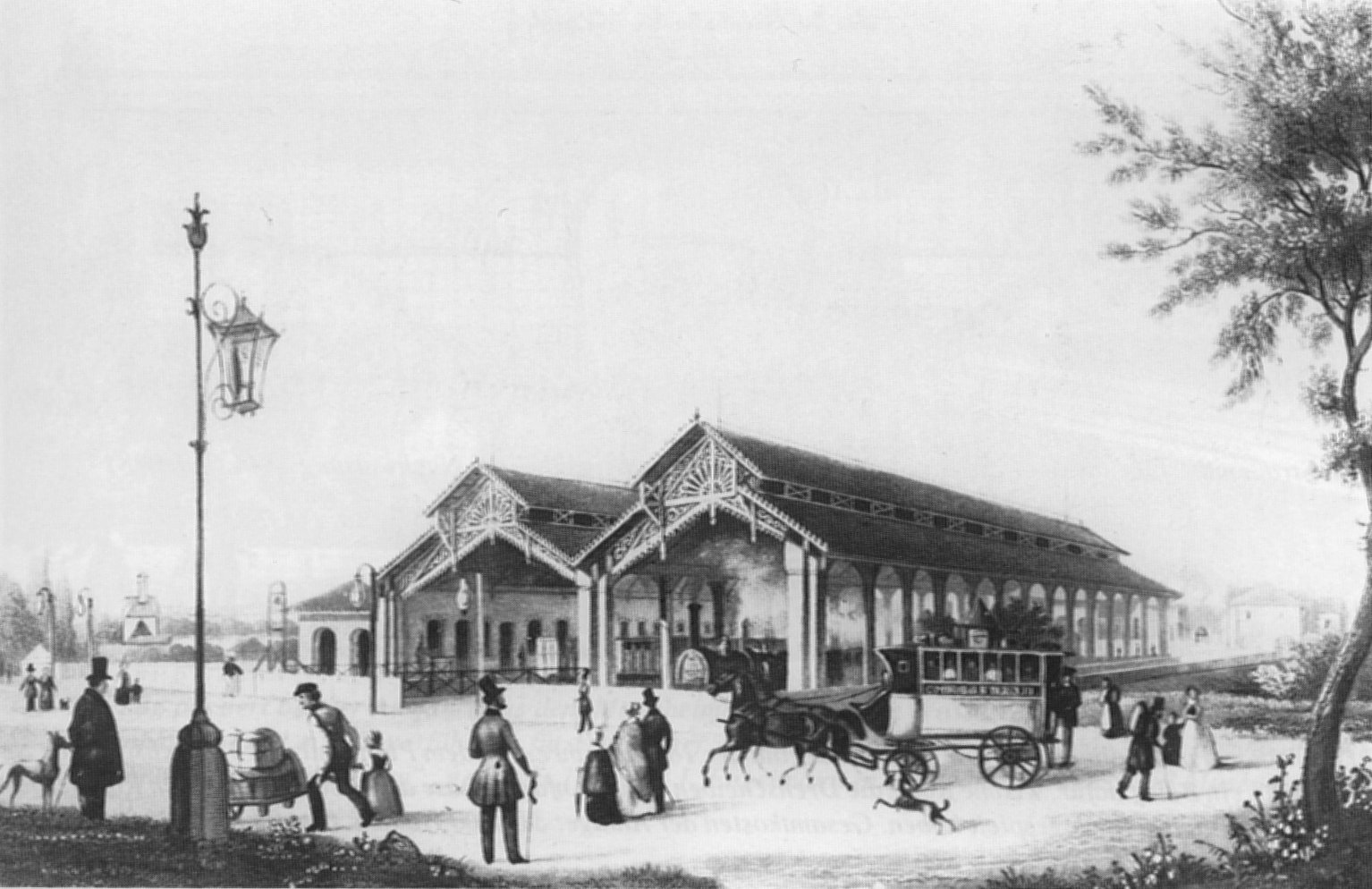
La stazione di Mannheim all'apertura della linea nel 1840

L'importante linea ferroviaria venne progettata e costruita dalle ferrovie statali del Granducato di Baden (Badische Großherzogliche Staatsbahn). Nel 1840 veniva inaugurata già la prima tratta Mannheim-Heidelberg e, nel 1855, era già stata completata fino a Basilea. Originariamente era stato scelto lo scartamento largo di 1.600 mm ma venne presto riadattata allo scartamento normale di 1.435 mm dato che questo era stato scelto dalle ferrovie dei paesi circostanti; già all'atto del completamento (1855) la linea era stata convertita a scartamento normale.
| Data di attivazione | inizio tratta           | fine tratta             |
| ------------------- | ----------------------- | ----------------------- |
| 12 settembre 1840   | Mannheim Hauptbahnhof   | Heidelberg Hbf          |
| 10 aprile 1843      | Heidelberg Hauptbahnhof | Karlsruhe Hbf           |
| 1º maggio 1844      | Karlsruhe Hauptbahnhof  | Rastatt                 |
| 6 maggio 1844       | Rastatt                 | Baden-Oos               |
| 1º giugno 1844      | Baden-Oos               | Offenburg               |
| 1º agosto 1845      | Offenburg               | Freiburg Hbf            |
| 1º giugno 1847      | Freiburg Hauptbahnhof   | Müllheim                |
| 15 giugno 1847      | Müllheim                | Schliengen              |
| 8 novembre 1848     | Schliengen              | Efringen                |
| 22 gennaio 1851     | Efringen-Kirchen        | Haltingen               |
| 1855                | Weil am Rhein-Haltingen | Basel Badischer Bahnhof |

## Caratteristiche
Soprattutto dopo la prima guerra mondiale la ferrovia divenne importante per il traffico internazionale. A partire dagli anni cinquanta la linea che attraversa la valle del Reno è stata progressivamente elettrificata a corrente alternata monofase a 15 kV, 16,7 Hz, completandola interamente entro la metà del 1958.
Trattandosi di un itinerario ferroviario di importanza europea, sulla base di accordi bilaterali svizzero-tedeschi, l'intera linea dovrebbe essere quadruplicata interamente anche in funzione di accesso nord alla nuova linea attraverso il tunnel di base del San Gottardo in Italia.

### Percorso

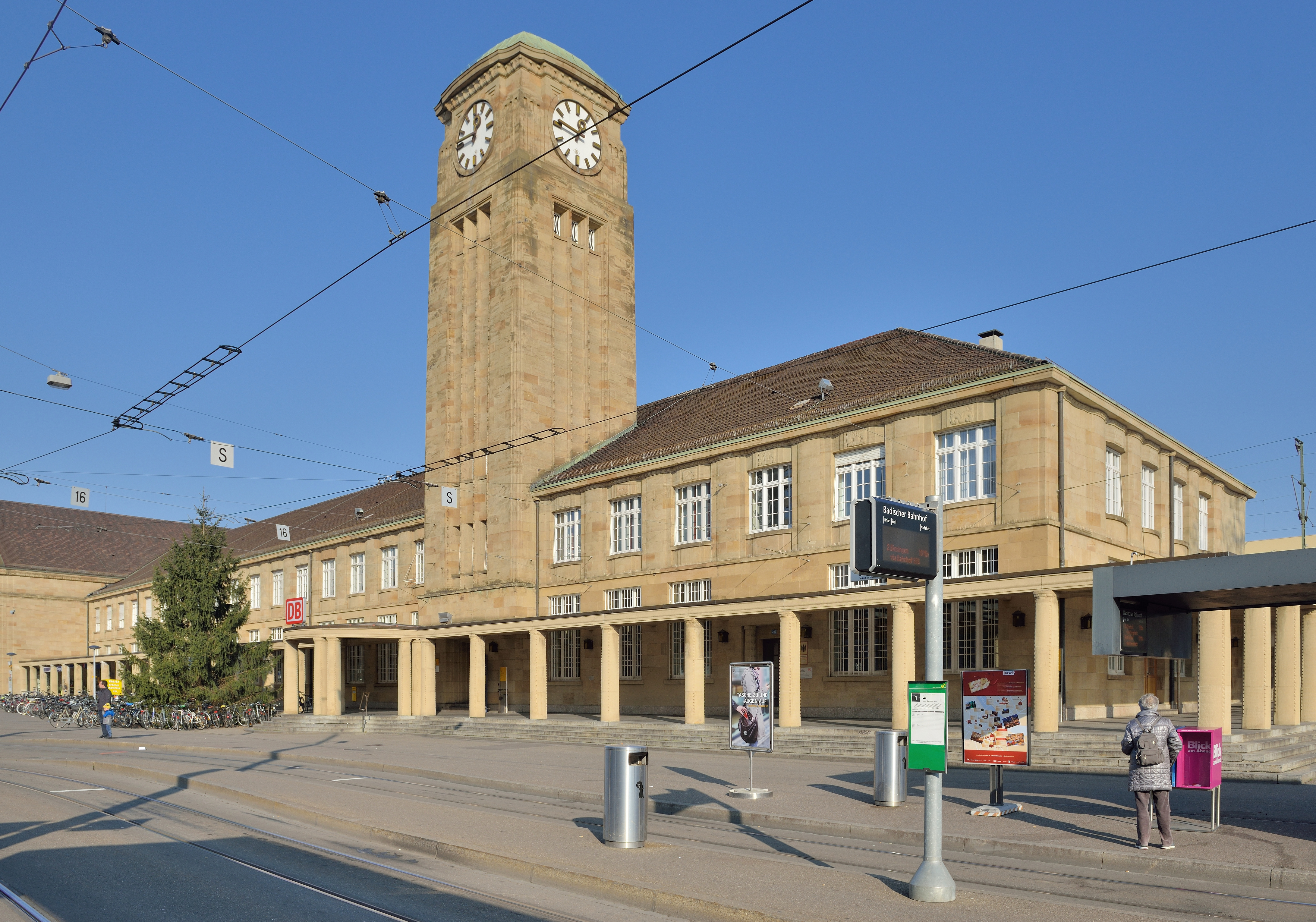
Stazione di Basel Badischer Bahnhof

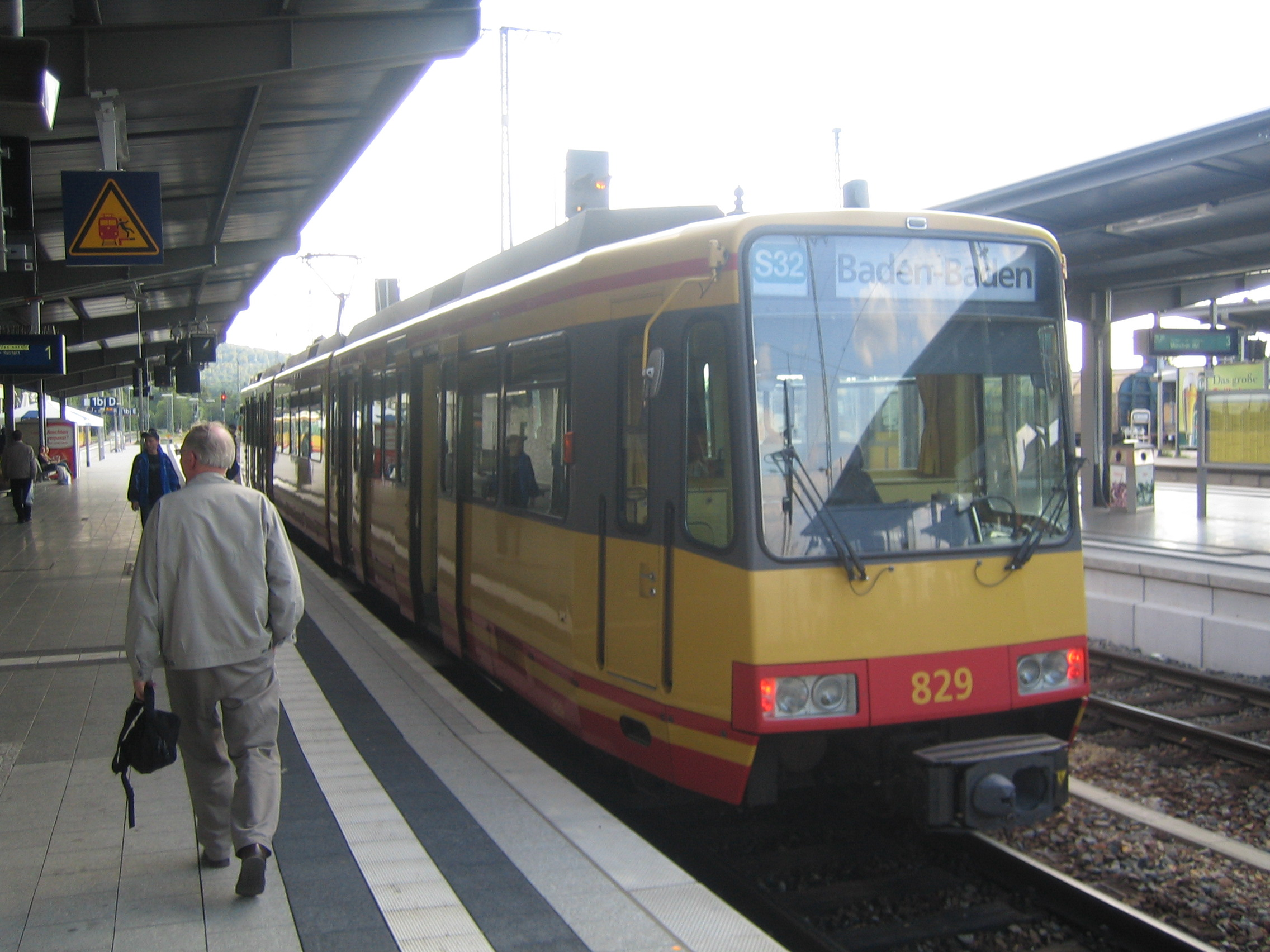
Stadtbahn di Karlsruhe S32 nella stazione di Bruchsal

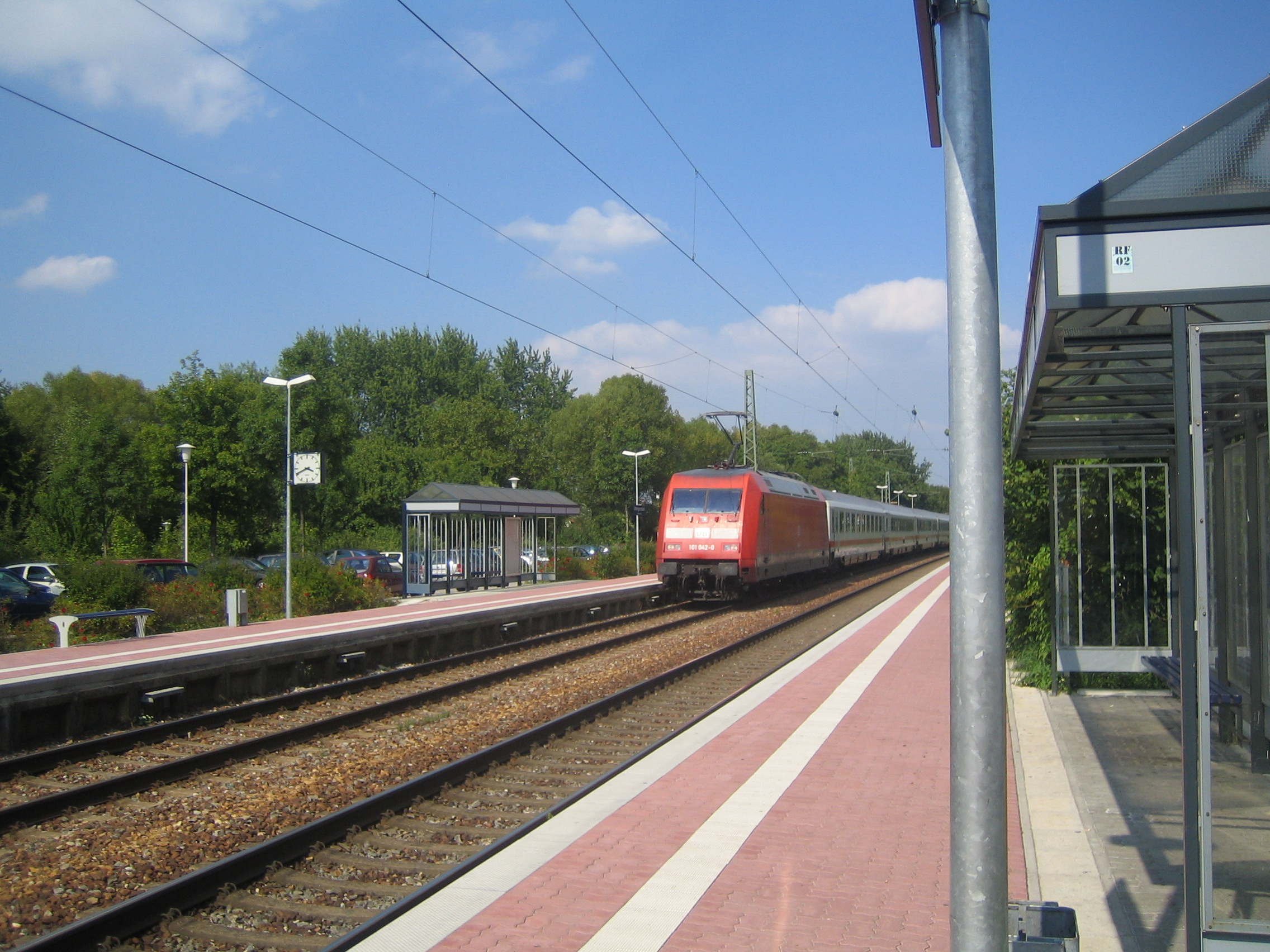
Inizio sezione di Untergrombach

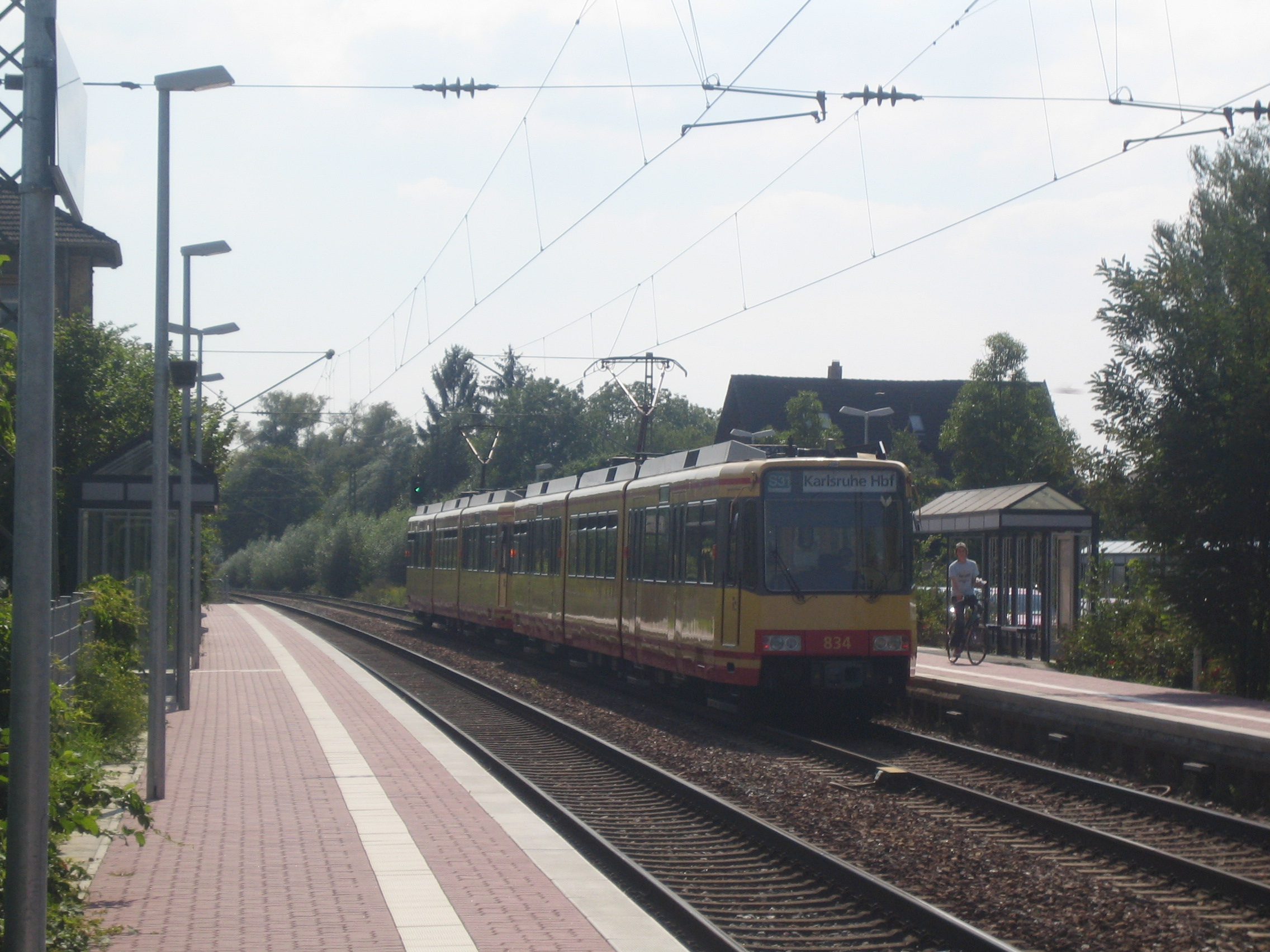
Stadtbahn di Karlsruh a Untergrombach

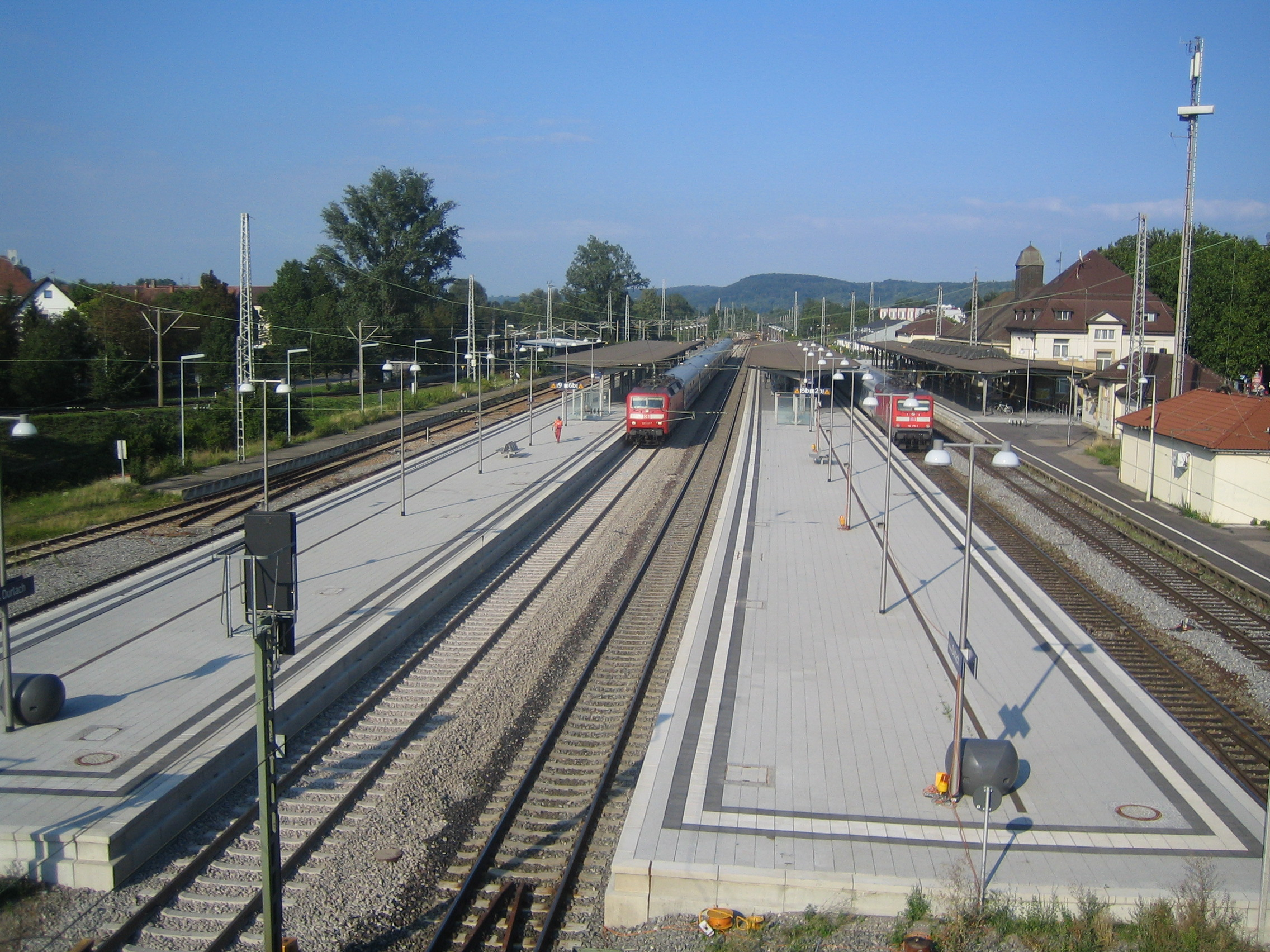
stazione di Karlsruhe-Durlach

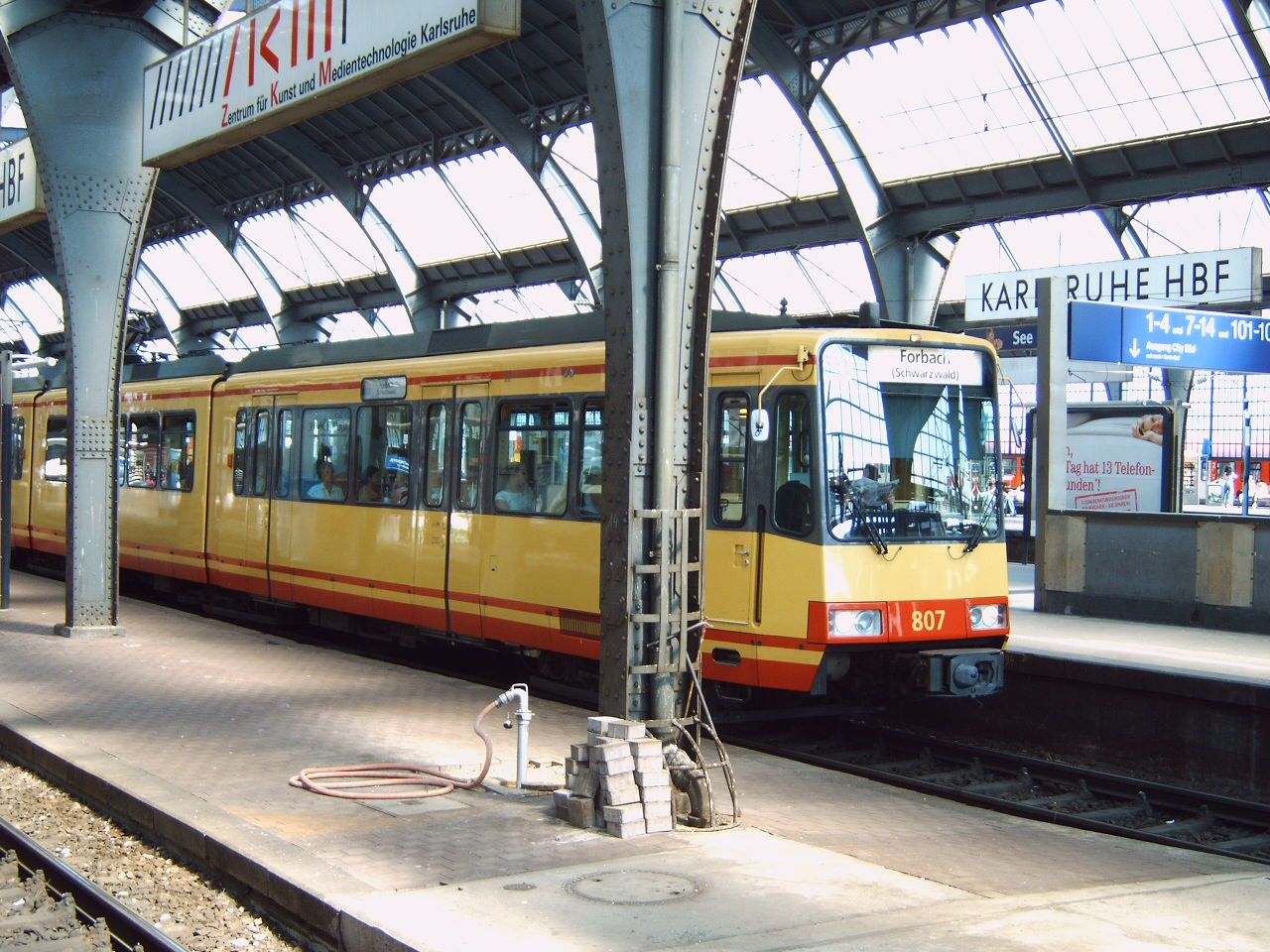
Stadtbahn a Karlsruhe Hbf

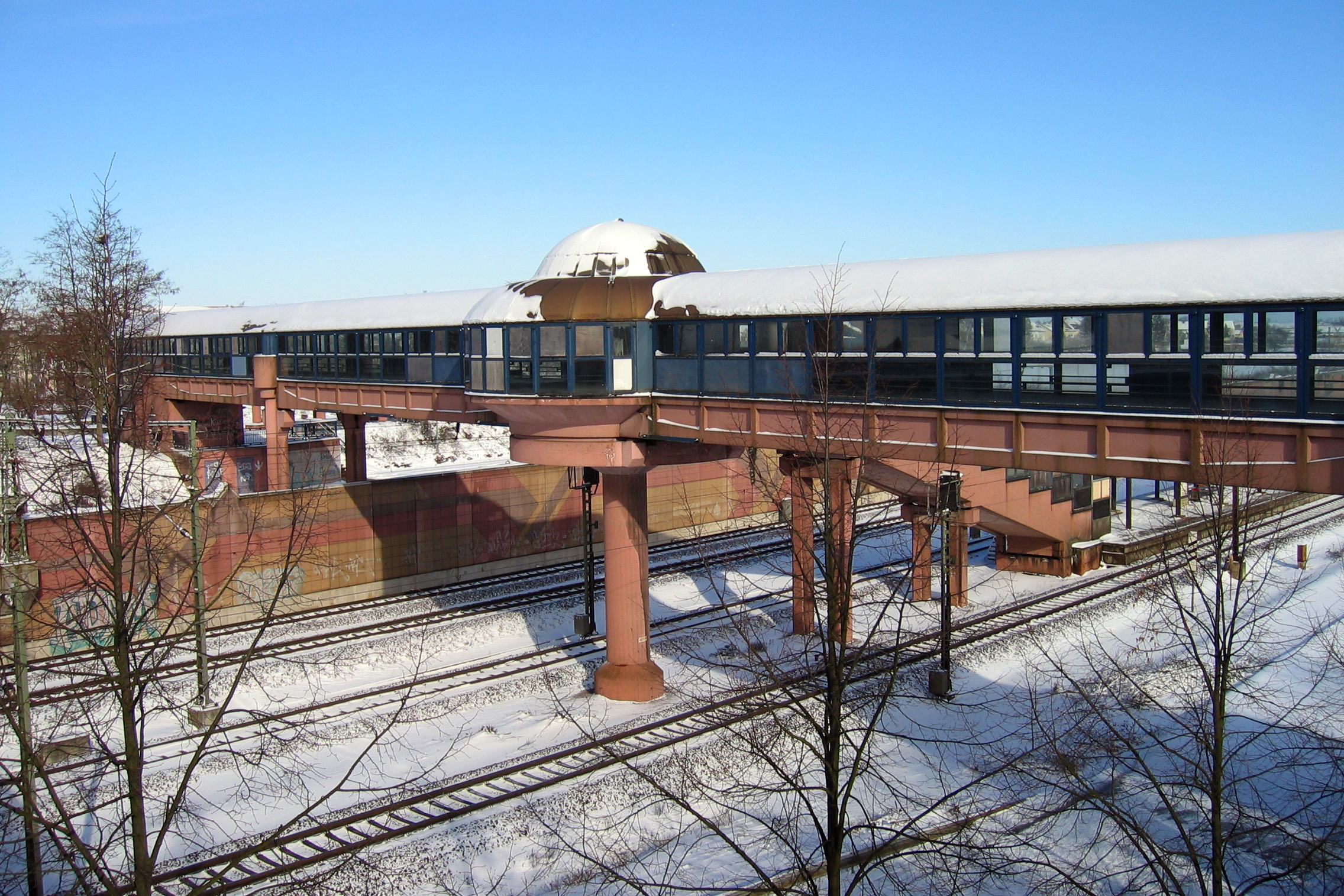
stazione di Neulußheim

| Straight track |

| Unknown route-map component "BS2+l" | Unknown route-map component "BS2+lr" |

| Station on track | Unknown route-map component "S+BHF" |

| Unknown route-map component "ABZgr" | Straight track |

| Straight track | Unknown route-map component "ABZgl" |

| Unknown route-map component "KRZu" | Unknown route-map component "ABZgr" |

| Straight track | Unknown route-map component "SHST" |

| Non-passenger station/depot on track | Straight track |

| Straight track | Unknown route-map component "SHST" |

| Unknown route-map component "ABZgl" | Unknown route-map component "ABZg+r" |

| Straight track | Unknown route-map component "ABZgl" |

| Unknown route-map component "xKRZr" | Unknown route-map component "KRZu" |

| Unknown route-map component "exSTR" | Unknown route-map component "SHST" |

| Unknown route-map component "exABZg+l" | Unknown route-map component "ABZgxr+l" |

| Unknown route-map component "exSTR" | Unknown route-map component "SHST" |

| Unknown route-map component "exDST" | Straight track |

| Unknown route-map component "exSTR" | Unknown route-map component "S+BHF" |

| Unknown route-map component "exABZg+l" | Unknown route-map component "eKRZxl" |

| Unknown route-map component "exABZgl" | Unknown route-map component "eKRZl" |

| Unknown route-map component "eBS2l" | Unknown route-map component "BS2r" |

| Unknown route-map component "S+BHF" |

| Unknown route-map component "SHST" |

| Unknown route-map component "S+BHF" |

| Unknown route-map component "S+BHF" |

| Unknown route-map component "SHST" |

| Unknown route-map component "S+BHF" |

| Unknown route-map component "SHST" |

| Unknown route-map component "ABZgl" |

| Unknown route-map component "KRZu" |

| Unknown route-map component "ABZg+l" |

| Unknown route-map component "ABZg+l" |

| Unknown route-map component "ABZg+r" |

| Unknown route-map component "S+BHF" |

| Unknown route-map component "ABZgl" |

| Unknown route-map component "SHST" |

| Unknown route-map component "SHST" |

| Unknown route-map component "S+BHF" |

| Unknown route-map component "ABZg+l" |

| Unknown route-map component "S+BHF" |

| Unknown route-map component "ABZgl" |

| Unknown route-map component "KRZo" |

| Unknown route-map component "eBS2+l" | Unknown route-map component "BS2+r" |

| Unknown route-map component "xKRZ" | Unknown route-map component "ABZg+r" |

| Unknown route-map component "exBHF" | Straight track |

| Unknown route-map component "exABZgr+r" | Straight track |

| Unknown route-map component "exSTR" | Unknown route-map component "S+BHF" |

| Unknown route-map component "exSTR" | Unknown route-map component "ABZgr" |

| Unknown route-map component "exABZgr" | Unknown route-map component "ABZgr+xr" |

| Unknown route-map component "eBS2l" | Unknown route-map component "BS2r" |

| Unknown route-map component "ABZg+l" |

| Unknown route-map component "S+BHF" |

| Unknown route-map component "ABZgl" |

| Unknown route-map component "SHST" |

| Unknown route-map component "SHST" |

| Unknown route-map component "S+BHF" |

| Unknown route-map component "ABZg+r" |

| Unknown route-map component "S+BHF" |

| Unknown route-map component "ABZgl" |

| Unknown route-map component "ABZgr" |

| Unknown route-map component "BS2+l" | Unknown route-map component "BS2+r" |

| Straight track | Unknown route-map component "SHST" |

| Station on track | Unknown route-map component "S+BHF" |

| Straight track | Unknown route-map component "eABZgl" |

| Straight track | Unknown route-map component "SHST" |

| Straight track | Unknown route-map component "SHST" |

| Straight track | Unknown route-map component "SHST" |

| Non-passenger station/depot on track | Unknown route-map component "SHST" |

| Non-passenger station/depot on track | Non-passenger station/depot on track |

| Non-passenger station/depot on track | Unknown route-map component "S+BHF" |

| Straight track | Unknown route-map component "ABZgl" |

| Straight track | Unknown route-map component "eHST" |

| Straight track | Stop on track |

| Unknown route-map component "ABZgr" | Straight track |

| Straight track | Unknown route-map component "ABZg+l" |

| Non-passenger station/depot on track | Station on track |

| Unknown route-map component "ABZg+r" | Straight track |

| Straight track | Unknown route-map component "ABZgl" |

| Unknown route-map component "ABZg+l" | Unknown route-map component "ABZgr" |

| Station on track | Station on track |

| Unknown route-map component "BS2l" | Unknown route-map component "BS2lr" |

| Unknown route-map component "eBHF" |

| Non-passenger station/depot on track |

| Station on track |

| Station on track |

| Unknown route-map component "eABZgl" |

| Unknown route-map component "eHST" |

| Station on track |

| Unknown route-map component "KRZu" |

| Stop on track |

| Station on track |

| Station on track |

| Unknown route-map component "ABZg+r" |

| Station on track |

| Stop on track |

| Stop on track |

| Station on track |

| Stop on track |

| Unknown route-map component "ABZg+l" |

| Station on track |

| Stop on track |

| Unknown route-map component "BS2+l" | Unknown route-map component "BS2+r" |

| Straight track | Stop on track |

| Non-passenger station/depot on track | Straight track |

| Straight track | Stop on track |

| Unknown route-map component "KRZu" | Unknown route-map component "ABZg+r" |

| Straight track | Station on track |

| Straight track | Unknown route-map component "ABZgl" |

| Non-passenger station/depot on track | Straight track |

| Straight track | Stop on track |

| Unknown route-map component "BS2l" | Unknown route-map component "BS2r" |

| Stop on track |

| Stop on track |

| Stop on track |

| Unknown route-map component "ABZg+l" |

| Station on track |

| Unknown route-map component "eHST" |

| Station on track |

| Stop on track |

| Unknown route-map component "eHST" |

| Station on track |

| Unknown route-map component "ABZgr" |

| Stop on track |

| Small non-passenger station on track |

| Station on track |

| Stop on track |

| Station on track |

| Station on track |

| Enter and exit short tunnel |

| Enter and exit short tunnel |

| Stop on track |

| Enter and exit tunnel |

| Station on track |

| Stop on track |

| Station on track |

| Unknown route-map component "ABZg+r" |

| Unknown route-map component "S+BHF" |

| Unknown route-map component "ABZgl" |

| Restricted border on track |

| Unknown route-map component "S+BHF" |

| Unknown route-map component "mKRZo" |

| Unknown route-map component "ABZgl" |

| Unknown route-map component "ABZgr" |

| Straight track |